# Projection bands
Projection bands sind ein in den 1990er Jahren von Mel Widner entwickeltes Verfahren zur Chartanalyse. Die Projection bands sind eine Art Umhüllungsindikator ähnlich den Bollinger-Bändern oder Envelopes. Wie alle Instrumente der technischen Analyse ist seine Aussagekraft umstritten.

## Berechnung
Die Berechnung erfolgt auf Basis eines Regressions-Trendkanals der über eine konstante Zeitperiode festgelegt ist. Zunächst ist diese Dauer (z. B. 14 Tage) festzulegen. Im Bild ist die Untersuchungsperiode mit Grün markiert.
Nun wird mittels der Regressionsanalyse mathematisch eine Regressionsgerade ermittelt. Diese Regressionsgerade ist die Gerade, bei der die Abweichungen des Kurses von der Gerade nach der Methode der kleinsten Quadrate minimiert wird. Die Regressionsgerade ist in Bordeauxrot dargestellt.
Die Regressionsgerade wird nun soweit parallel nach oben und unten verschoben, dass der Kursverlauf sich immer innerhalb der Bänder befindet. Zur Berechnung können die jeweiligen Schlusskurse herangezogen werden. Alternativ können auch die täglichen Tageshöchst- bzw. -tiefstkurse herangezogen werden. Die Ober- und Untergrenze, die Projection bands, sind in Orange dargestellt.

## Formeln
{\displaystyle b_{t}^{C}={\frac {n*{_{i=0}^{i<n}}((t-i)*C_{t-i})-{_{i=0}^{i<n}}(t-i)*{_{i=0}^{i<n}}C_{t-i}}{n*{_{i=0}^{i<n}}(t-i)^{2}-{_{i=0}^{i<n}}(t-i)}}}
{\displaystyle PB_{t}^{oben}=Max{_{i=0}^{i<n}}(C_{t-i}+b_{t}^{C}<+i)}
{\displaystyle PB_{t}^{unten}=Min{_{i=0}^{i<n}}(C_{t-i}+b_{t}^{C}<+i)}

## Interpretation
Voraussetzung für die Interpretierbarkeit der Projection bands ist das Vorliegen eines Trends. Daher ist es sinnvoll, zunächst mit Hilfe eines Trendstärkeindikators wie dem ADX das Vorliegen eines Trends zu untersuchen. Die Bänder können auf trendstarken Märkten dazu verwendet werden, auf kurzfristige Reaktion entgegen dem vorherrschenden Primärtrend zu spekulieren.
Signal für einen Rückschlag ist ein Kurs, der sich dem oberen Band nähert bzw. sich auf diesem befindet. Signal für einen Aufwärtstrend ist ein Kurs nahe dem unteren Band oder auf dem unteren Band.

## Verwandte Indikatoren
Neben den Projection Bands hat Mel Widner den Projection Oscillator und den Projection BandWidth entwickelt, welche auf dem Projection Band aufbauen.

### Projection Oscillator
Der Projection Oscillator ist eine andere Form der Darstellung des Aussagegehaltes der Projection Bänder.
Der Projection Oscillator gibt die relative Position des Schlusskurses an. Der Projection Oscillator schwankt zwischen den Werten 0 und 100. Bei einem Wert von 100 liegt der Schlusskurs auf dem oberen Band, bei einem Wert von 0 auf dem unteren, bei 50 befindet sich dieser genau in der Mitte. In der Praxis wird meist die nicht logarithmische Variante verwendet, da sie eine höhere Reaktionsgeschwindigkeit besitzt als die logarithmierte.
Formel:
{\displaystyle PO_{t}={\frac {C_{t}-PB_{t}^{unten}}{PB_{t}^{oben}-PB_{t}^{unten}}}*100}
Üblicherweise der gleitenden Durchschnitt des Projection Oscillator verwendet. Widner empfiehlt zur Berechnung des Durchschnitts einen Zeitraum von 3 bis 5 Tagen. Ein besonders hoher oder niedriger Wert ist ein Hinweis auf eine Rückkehr des Kurses Richtung Regressionsgerade.
Eine weitere Option Signale zu erzeugen, besteht darin den Projection Oscillator in einen Extrembereich zu drehen. Dies bedeutet, dass sich der Kursverlauf einem Projection Band genähert und anschließend gedreht hat. Um seine Aussagekraft zu erhöhen, kann ein Trendstärke-Indikator eingesetzt werden.

### Projection BandWidth
Der Projection BandWidth zeigt die prozentuale Breite der Projection bands an. Ein Trendwende wird durch einen hohen Wert signalisiert, Zeichen für eine trendstarke Marktsituation sind niedrige Werte beim Projection BandWidth. Damit ist Projection BandWidth ein Trendstärkeindikator.
Formel:
{\displaystyle PBW_{t}={\frac {PB_{t}^{oben}-PB_{t}^{unten}}{PB_{t}^{oben}+PB_{t}^{unten}}}*200}